# Prietržka
Prietržka es un municipio del distrito de Skalica en la región de Trnava, Eslovaquia, con una población estimada a final del año 2024 de 557 habitantes.
Se encuentra ubicado al norte de la región, en los pequeños Cárpatos y cerca del río Morava (cuenca hidrográfica del Danubio) y de la frontera con la República Checa.

## Demografía
| Año        | 1994 | 2004    | 2014    | 2024     |
| ---------- | ---- | ------- | ------- | -------- |
| Población  | 426  | 452     | 487     | 557      |
| Diferencia |      | +6,10 % | +7,74 % | +14,37 % |

| Año        | 2023 | 2024    |
| ---------- | ---- | ------- |
| Población  | 550  | 557     |
| Diferencia |      | +1,27 % |